# Totainville
Totainville – miejscowość i gmina we Francji, w regionie Grand Est, w departamencie Wogezy.
Według danych na rok 1990 gminę zamieszkiwało 89 osób, a gęstość zaludnienia wynosiła 18 osób/km² (wśród 2335 gmin Lotaryngii Totainville plasuje się na 956. miejscu pod względem liczby ludności, natomiast pod względem powierzchni na miejscu 1015.).